# المشي على المسطحات الطينية
المشي على المسطحات الطينية (بالألمانية: Wattwandern) هو نوع من أنواع التسلية وقضاء الوقت في الأجازات على السواحل يقوم به خصوصا الألمان والهولنديون. حيث يقوم رجال ونساء وبشكل مجموعات (وعادة برفقة دليل) وباستخدام جداول المد والجزر للمناطق تلك بالمشي إلى الجزر المقابلة للساحل.
حيث تشكل المناطق الساحلية تلك (الشريط الساحلي الجنوبي لبحر الشمال) مناطق ضحلة قليلة العمق ومستوية. تنكشف هذه المناطق أثناء ظاهرة الجزر، مما يتيح فترة قصيرة يمكن خلالها الوصول إلى الجزر المجاورة عن طريق المشي ودون الحاجة إلى الانتقال للجزر بالقوارب والطائرات. أما أثناء فترة المد فإن المناطق بين الجزر والأرض اليابسة تعود لتتغطى بالماء وتصبح جزءاً من بحر الشمال.
في المناطق الشمالية من هولاندا يتمشى الناس من مقاطعة فريزلاند إلى جزر ترسخلنج، أمَلاند, إنجلزمانبلات، سخيرمونيكوخ, سيمونزساند وروتومروخ. المناطق الأخرى غير محبذة بسبب مرورها في مناطق محمية طبيعية أو أن المسالك التي يمكن المشي بها غير واضحة. أما في ألمانيا فيمكن المشي من إلى نوردرني، بالترم, لانجوج، سبيكروج ومنسنرولدوج. في الدنمارك يمكن المشي إلى ماندو وفانو.

## القوانين التنظيمية
لا يسمح للراغبين بالمشي بين الجزر بدون دليل مجاز، فبالرغم من كون أوقات الجزر معلومة ومحددة، إلا أن المسالك بين الجزر وبين الأرض يمكن أن تكون مضللة، وقد يفقد المتمشين قليلي الخبرة والمعرفة تقدير الوقت وتقييم الموقف. مما بعرضهم لخطر الحصار بمياه المد المرتفعة بسرعة.